# Aleucanitis sequax
Aleucanitis sequax är en fjärilsart som beskrevs av Otto Staudinger 1901. Aleucanitis sequax ingår i släktet Aleucanitis och familjen nattflyn. Inga underarter finns listade i Catalogue of Life.